# Le Joueur de luth (Tournier)
Pour les articles homonymes, voir Le Joueur de luth.
Le Joueur de luth est un tableau réalisé vers 1630 par le peintre Nicolas Tournier. Cette huile sur toile caravagesque est le portrait en clair-obscur d'un joueur de luth assis dans un fauteuil. Cette œuvre est conservée au musée des Augustins, à Toulouse, depuis son acquisition pour 330 000 € lors d'une vente aux enchères le 20 novembre 2024 à l'hôtel Drouot, à Paris.

## Présentation
Portrait de joueur de luth représenté frontalement, sous une lumière crue. La  pose semble figée et les détails sont d’un  grand raffinement. La bouche entrouverte traduit le fait qu'il chante en jouant de son instrument. 